# رودولف شوستر
رودولف شوستر (انگلیسی: Rudolf Schuster؛ زادهٔ ۴ ژانویهٔ ۱۹۳۴) یک سیاست‌مدار اهل اسلواکی است. وی از ژوئن ۱۹۹۹ تا ژوئن ۲۰۰۴ رئیس‌جمهور این کشور بود.
وی در دور دوم انتخابات ریاست‌جمهوری اسلواکی تنها ۷٬۴ درصد آرا را بدست آورد و از رقیب خود ایوان گاشپاروویچ شکست خورد.